# 田島町 (神奈川県)
田島町（たじままち）は、1923年（大正12年）6月1日から1927年（昭和2年）4月1日まで存在した神奈川県橘樹郡の町。
前身の田島村（たじまむら）についても本項で述べる。

## 概要
神奈川県橘樹郡東部の町。現在の神奈川県川崎市川崎区の南部にあたる。
元は多摩川下流の沖積低地上に広がる農村であり、緻密な用水網が整備されていた。1910年代後半から臨海部で埋め立てによる工業用地の造成が着手され、日本鋼管の製鉄所を中心とする重工業の集積が進行した。京浜工業地帯の中核として成長するとともに、元の農村区域も急速に工業都市化する中、1927年に川崎市に編入された。

## 歴史

### 町名の由来
旧渡田村、下新田村、小田村、田辺新田の「田」と、旧大島村、中島村の「島」を合わせて「田島」となった。

### 沿革
- 戦国時代 - 小田の地名が見られる。
- 江戸時代 - 渡田村、大島村、下新田村、小田村、中島村、田辺新田が成立。いずれも幕府領。
- 1868年（明治元年）
  - 旧暦6月17日 - 神奈川府の管轄となる。
  - 旧暦9月21日 - 神奈川府が神奈川県に改称。
- 1874年（明治7年） - 大区小区制の施行により、大師河原村、池上新田、川中島村、稲荷新田が第4大区第2小区に、中島村、堀之内村、渡田村、大島村が第4大区第3小区に、小田村、下新田村、田辺新田が第4大区第4小区になる。
- 1889年（明治22年）4月1日 - 町村制の施行により、渡田村、大島村、下新田村、小田村、中島村、田辺新田および新宿町、堀之内村、大師河原村、菅沢村の飛地が合併して田島村が成立（大島村の飛地は川崎町の、小田村の飛地は町田村の、中島村の飛地は大師河原村、川崎町の一部となる）。
- 1923年（大正12年）6月1日 - 田島村が町制施行して田島町となる。
- 1925年（大正14年） - 潮田町と境界変更。
- 1926年（大正15年） - 大字小田地先埋立地に大川町、白石町が、大字下新田、小田、渡田、菅沢の一部から京町一丁目、京町二丁目が起立。
- 1927年（昭和2年）4月1日 - 川崎市に編入。同日田島町廃止。
- 1972年（昭和47年）4月1日 - 川崎市が政令指定都市に指定され、旧町域が川崎区となる。

### 臨海工業地帯の形成
田島村の工業都市化は、1914年（大正3年）の日本鋼管（現：JFEスチール）の製鉄所と1917年（大正6年）の浅野セメント川崎工場（現：デイ・シイ川崎工場）の開業に始まる。1908年（明治41年）に浅野総一郎らが中心となって「鶴見埋立組合」が組織されて当村から横浜市神奈川地区（現：神奈川区）にかけての海面を埋め立てて港湾機能を持った工業用地の造成事業が着手され、1920年代以降、浅野財閥系企業を中心に重工業の集積が進行した。
1918年（大正7年）に川崎駅から東海道本線の貨物支線が浜川崎駅まで開業し、1926年（大正15年）に鶴見臨港鉄道（当初は貨物専業。現：JR東日本鶴見線）がこれに接続して臨港鉄道網も整備された。
臨海部への工場進出に合わせて、従来の農村部でも工場の進出や工場労働者の流入により都市化が進行した。1923年（大正12年）に田島村は町制を施行して田島町となり、さらに1927年（昭和2年）に川崎市へ編入された。
臨海部・内陸部を問わず工場の集積と人口の流入は川崎市編入後により一層進行し、京浜工業地帯の中核として発展することとなる。

## 交通

### 鉄道
- 鉄道省（現：JR東日本）
  - 東海道本線（貨物支線） : 浜川崎駅
- 鶴見臨港鉄道（現：JR東日本鶴見線） - 貨物のみ営業
  - 本線：浜川崎駅 - 武蔵白石駅
  - 大川支線 : 武蔵白石駅 - 大川駅
- 海岸電気軌道（廃線）
  - 本線：下新田 - 富士電機前 - 田辺新田 - 田島 - 浅野セメント前 - 池上新田 - 塩浜

南武鉄道（現：JR東日本南武線）浜川崎支線は未開業。

### 運河
- 川崎運河
  - 町田村（のち潮田町、現：横浜市鶴見区）との境界に京浜電気鉄道（現京浜急行電鉄）が1919年（大正8年）から1922年（大正11年）にかけて開削し、両岸を工場用地として造成した。当初の計画に反して工場の進出ははかばかしくなく、運河としてもあまり利用されずに1941年（昭和16年）頃より埋め立てられた[1]。現在は京町緑地などに利用されている。

## 現在の町名
いずれも大体の範囲。各町とも区域がかなり変遷しているため、起立時に属していた旧大字名を基準とした。下記のほか、旧菅沢村の飛地が田辺新田付近に存在した。
- 旧渡田村：渡田、渡田向町、渡田新町、渡田東町、渡田山王町、南渡田町、田島町、鋼管通、大島上町（一部）、追分町（一部）、浜町（一部）、京町（一部）
- 旧大島村：大島、浅野町、桜本、大島上町（一部）、追分町（一部）、浜町（一部）
- 旧下新田村：浅田
- 旧小田村 ：小田、小田栄、京町（一部）
- 旧中島村：中島
- 旧田辺新田：田辺新田
- 旧菅沢村（一部）：京町（一部）